# لیزیم
لیزیم (به آلمانی: Lesiëm) یک پروژه موسیقی آلمانی است که در سال ۱۹۹۹ توسط دو تولیدکننده به نام‌های سن میزل و الکس وند به وجود آمد. در این موسیقی اجزای مختلفی مانند راک، پاپ، عصر نو، الکترونیکی، امبینت و انیگماتیک به‌خوبی همانند موسیقی کر و سرودهای مسیحی با هم ترکیب شده‌است.